# Honduras op het wereldkampioenschap voetbal 2010
Honduras was een van de deelnemende landen aan het wereldkampioenschap voetbal 2010 in Zuid-Afrika. Het Midden-Amerikaanse land nam voor de tweede keer in de geschiedenis deel aan de WK-eindronde. De laatste keer dat Honduras deelnam was in 1982.
Op 4 december 2009 werd de loting verricht voor de poule-indeling van de nationale elftallen. Honduras belandde in groep H samen met Spanje, Zwitserland en Chili.

## Kwalificatie

### Tweede ronde
| Datum        | Wedstrijd              | Locatie                  | Resultaat |
| ------------ | ---------------------- | ------------------------ | --------- |
| 4 juni 2008  | Honduras - Puerto Rico | San Pedro Sula, Honduras | 4-0       |
| 14 juni 2008 | Puerto Rico - Honduras | Bayamón, Puerto Rico     | 2-2 (2-6) |

### Derde ronde
| Team     | Wed | W | G | V | DV | DT | +/- | Ptn |
| -------- | --- | - | - | - | -- | -- | --- | --- |
| Honduras | 6   | 4 | 0 | 2 | 9  | 5  | +4  | 12  |
| Mexico   | 6   | 3 | 1 | 2 | 9  | 6  | +3  | 10  |
| Jamaica  | 6   | 3 | 1 | 2 | 6  | 6  | 0   | 10  |
| Canada   | 6   | 0 | 2 | 4 | 6  | 13 | -7  | 2   |

20 augustus 2008
| Mexico | 2 - 1 | Honduras |  |

6 september 2008
| Canada | 1 - 2 | Honduras |  |

10 september 2008
| Honduras | 2 - 0 | Jamaica |  |

11 oktober 2008
| Honduras | 3 - 1 | Canada |  |

15 oktober 2008
| Jamaica | 1 - 0 | Honduras |  |

19 november 2008
| Honduras | 1 - 0 | Mexico |  |

### Vierde ronde
| Team               | Wed | W | G | V | DV | DT | +/- | Ptn |
| ------------------ | --- | - | - | - | -- | -- | --- | --- |
| Verenigde Staten   | 10  | 6 | 2 | 2 | 19 | 13 | 6   | 20  |
| Mexico             | 10  | 6 | 1 | 3 | 18 | 12 | 6   | 19  |
| Honduras           | 10  | 5 | 1 | 4 | 17 | 11 | 6   | 16  |
| Costa Rica         | 10  | 5 | 1 | 4 | 15 | 15 | 0   | 16  |
| El Salvador        | 10  | 2 | 2 | 6 | 9  | 15 | -6  | 8   |
| Trinidad en Tobago | 10  | 1 | 3 | 6 | 10 | 22 | -12 | 6   |

11 februari 2009
| Costa Rica | 2 - 0 | Honduras |  |

28 maart 2009
| Trinidad en Tobago | 1 - 1 | Honduras |  |

1 april 2009
| Honduras | 3 - 1 | Mexico |  |

6 juni 2009
| Verenigde Staten | 2 - 1 | Honduras |  |

10 juni 2009
| Honduras | 1 - 0 | El Salvador |  |

12 augustus 2009
| Honduras | 4 - 0 | Costa Rica |  |

5 september 2009
| Honduras | 4 - 1 | Trinidad en Tobago |  |

9 september 2009
| Mexico | 1 - 0 | Honduras |  |

10 oktober 2009
| Honduras | 2 - 3 | Verenigde Staten |  |

14 oktober 2009
| El Salvador | 0 - 1 | Honduras |  |

## Oefeninterlands
Honduras speelde zes oefeninterlands in de aanloop naar het WK voetbal in Zuid-Afrika. Slechts eenmaal won de ploeg.

|                                                      |                      |       |                                                               |                                                                                           |
| 24 januari 2010 Vriendschappelijk «onderlinge duels» | Verenigde Staten     | 1 – 3 | Honduras                                                      | The Home Depot Center, Carson Toeschouwers: 18.626 Scheidsrechter: Benito Archundia (MEX) |
| 24 januari 2010 Vriendschappelijk «onderlinge duels» | Clarence Goodson 70' |       | 19' (pen.) Carlos Pavón 37' Jerry Palacios 53' Roger Espinoza | The Home Depot Center, Carson Toeschouwers: 18.626 Scheidsrechter: Benito Archundia (MEX) |

|                                                             |                                    |       |          |                                                                                              |
| 3 maart 2010 Vriendschappelijk «onderlinge duels» 19:00 uur | Turkije                            | 2 – 0 | Honduras | Atatürk Olympisch Stadion, Istanboel Toeschouwers: 17.000 Scheidsrechter: Pavel Olšiak (SVK) |
| 3 maart 2010 Vriendschappelijk «onderlinge duels» 19:00 uur | Emre Güngör 41' Hamit Altıntop 55' |       |          | Atatürk Olympisch Stadion, Istanboel Toeschouwers: 17.000 Scheidsrechter: Pavel Olšiak (SVK) |

|                                                    |          |                      |           | |
| 21 april 2010 Vriendschappelijk «onderlinge duels» | Honduras | 0 – 1                | Venezuela | Estadio Olímpico Metropolitano, San Pedro Sula Toeschouwers: 40.000 Scheidsrechter: Roberto Moreno (PAN) |
| 21 april 2010 Vriendschappelijk «onderlinge duels» |          | 51' Francisco Flores |           | Estadio Olímpico Metropolitano, San Pedro Sula Toeschouwers: 40.000 Scheidsrechter: Roberto Moreno (PAN) |

|                                                            |                                     |       |                                             |                                                                           |
| 27 mei 2010 Vriendschappelijk «onderlinge duels» 18:30 uur | Wit-Rusland                         | 2 – 2 | Honduras                                    | Stadion Lind, Villach Toeschouwers: 400 Scheidsrechter: René Eisner (AUT) |
| 27 mei 2010 Vriendschappelijk «onderlinge duels» 18:30 uur | Anton Putsila 57' Anton Putsila 60' |       | 26' Julio César de León 71' Georgie Welcome | Stadion Lind, Villach Toeschouwers: 400 Scheidsrechter: René Eisner (AUT) |

|                                                            |              |       |          |                                                                                                |
| 2 juni 2010 Vriendschappelijk «onderlinge duels» 18:30 uur | Azerbeidzjan | 0 – 0 | Honduras | Alois Latini Stadion, Zell am See Toeschouwers: onbekend Scheidsrechter: Roland Brandner (AUT) |
| 2 juni 2010 Vriendschappelijk «onderlinge duels» 18:30 uur |              |       |          | Alois Latini Stadion, Zell am See Toeschouwers: onbekend Scheidsrechter: Roland Brandner (AUT) |

|                                                            |                                                               |       |          | |
| 5 juni 2010 Vriendschappelijk «onderlinge duels» 19:30 uur | Roemenië                                                      | 3 – 0 | Honduras | Jaques-Lemans-Arena, Sankt Veit an der Glan Toeschouwers: 700 Scheidsrechter: Gerhard Grobelnik (AUT) |
| 5 juni 2010 Vriendschappelijk «onderlinge duels» 19:30 uur | Marius Niculae 20' George Florescu 45' Mirel Rădoi 76' (pen.) |       |          | Jaques-Lemans-Arena, Sankt Veit an der Glan Toeschouwers: 700 Scheidsrechter: Gerhard Grobelnik (AUT) |

## Selectie
Op 11 mei 2010 maakte bondscoach Reinaldo Rueda reeds zijn WK-selectie bekend. Ondanks dat er pas een voorselectie met 30 man doorgegeven hoefde te worden, gaf hij aan met deze 23 man te willen beginnen aan de WK-eindronde. Hij had op dat moment echter nog wel een lijst met zeven spelers achter de hand.
| Nummer / Naam | Nummer / Naam     | Club                | Geboortedatum | Duels | Goal | Weggestuurd | Kreeg voor de tweede keer geel en dus rood | Kreeg geel |
| Doel          | Doel              | Doel                | Doel          | Doel  | Doel | Doel        | Doel                                       | Doel       |
| ------------- | ----------------- | ------------------- | ------------- | ----- | ---- | ----------- | ------------------------------------------ | ---------- |
| 1             | Ricardo Canales   | CD Motagua          | 30.05.1982    | 0     | 0    | 0           | 0                                          | 0          |
| 18            | Noel Valladares   | CD Olimpia          | 03.05.1977    | 3     | 0    | 0           | 0                                          | 0          |
| 22            | Donis Escober     | CD Olimpia          | 03.02.1980    | 0     | 0    | 0           | 0                                          | 0          |
| Verdediging   |                   |                     |               |       |      |             |                                            |            |
| 2             | Osman Chávez      | CD Platense         | 29.07.1984    | 3     | 0    | 0           | 0                                          | 1          |
| 3             | Maynor Figueroa   | Wigan Athletic      | 02.05.1983    | 3     | 0    | 0           | 0                                          | 0          |
| 4             | Johnny Palacios   | CD Olimpia          | 20.12.1986    | 0     | 0    | 0           | 0                                          | 0          |
| 5             | Víctor Bernárdez  | RSC Anderlecht      | 24.05.1982    | 1     | 0    | 0           | 0                                          | 0          |
| 14            | Oscar García      | CD Olimpia          | 04.09.1984    | 0     | 0    | 0           | 0                                          | 0          |
| 16            | Mauricio Sabillón | Hangzhou Greentown  | 11.11.1978    | 1     | 0    | 0           | 0                                          | 0          |
| 21            | Emilio Izaguirre  | CD Motagua          | 10.05.1986    | 2     | 0    | 0           | 0                                          | 1          |
| 23            | Sergio Mendoza    | CD Motagua          | 23.05.1991    | 2     | 0    | 0           | 0                                          | 0          |
| Middenveld    |                   |                     |               |       |      |             |                                            |            |
| 6             | Hendry Thomas     | Wigan Athletic      | 15.01.1987    | 2     | 0    | 0           | 0                                          | 1          |
| 7             | Ramón Núñez       | CD Olimpia          | 14.11.1984    | 3     | 0    | 0           | 0                                          | 0          |
| 8             | Wilson Palacios   | Tottenham Hotspur   | 29.07.1984    | 3     | 0    | 0           | 0                                          | 2          |
| 10            | Jerry Palacios    | Hangzhou Greentown  | 13.05.1982    | 2     | 0    | 0           | 0                                          | 0          |
| 17            | Edgar Álvarez     | AS Bari             | 09.01.1980    | 2     | 0    | 0           | 0                                          | 0          |
| 19            | Danilo Turcios    | CD Olimpia          | 08.05.1978    | 2     | 0    | 0           | 0                                          | 1          |
| 20            | Amado Guevara     | CD Motagua          | 02.05.1976    | 2     | 0    | 0           | 0                                          | 0          |
| Aanval        |                   |                     |               |       |      |             |                                            |            |
| 9             | Carlos Pavón      | Real España         | 19.10.1973    | 1     | 0    | 0           | 0                                          | 0          |
| 11            | David Suazo       | Genoa CFC           | 05.11.1979    | 2     | 0    | 0           | 0                                          | 1          |
| 12            | Georgie Welcome   | CD Motagua          | 09.03.1985    | 3     | 0    | 0           | 0                                          | 0          |
| 13            | Roger Espinoza    | Kansas City Wizards | 25.10.1986    | 2     | 0    | 0           | 0                                          | 0          |
| 15            | Walter Martínez   | CD Marathón         | 29.03.1982    | 3     | 0    | 0           | 0                                          | 0          |
| Bondscoach    |                   |                     |               |       |      |             |                                            |            |
|               | Reinaldo Rueda    |                     | 03.02.1957    |       |      |             |                                            |            |

## WK-wedstrijden

### Groep H
Honduras kwam in Zuid-Afrika niet verder dan twee nederlagen en één gelijkspel, waardoor de ploeg na drie speelronden naar huis kon. De selectie van bondscoach Reinaldo Rueda wist niet eenmaal te scoren.
|                                      |          |                  |                     |                                                                               |
| 16 juni «onderlinge duels» 13:30 uur | Honduras | 0 – 1            | Chili               | Mbombela Stadion, Nelspruit Toeschouwers: 32.664 Scheidsrechter: Eddy Maillet |
| 16 juni «onderlinge duels» 13:30 uur |          | Wedstrijdverslag | 33' Jean Beausejour | Mbombela Stadion, Nelspruit Toeschouwers: 32.664 Scheidsrechter: Eddy Maillet |

|                                      |                                 |                  |          |                                                                               |
| 21 juni «onderlinge duels» 20:30 uur | Spanje                          | 2 – 0            | Honduras | Ellispark, Johannesburg Toeschouwers: 54.386 Scheidsrechter: Yuichi Nishimura |
| 21 juni «onderlinge duels» 20:30 uur | David Villa 17' David Villa 51' | Wedstrijdverslag |          | Ellispark, Johannesburg Toeschouwers: 54.386 Scheidsrechter: Yuichi Nishimura |

|                                      |                  |       |          |                                                                                     |
| 25 juni «onderlinge duels» 20:30 uur | Zwitserland      | 0 – 0 | Honduras | Vrystaat Stadion, Bloemfontein Toeschouwers: 28.042 Scheidsrechter: Héctor Baldassi |
| 25 juni «onderlinge duels» 20:30 uur | Wedstrijdverslag |       |          | Vrystaat Stadion, Bloemfontein Toeschouwers: 28.042 Scheidsrechter: Héctor Baldassi |

### Eindstand
| Land        | Wed | Win | Gel | Ver | DV | DT | +/- | Pnt |
| ----------- | --- | --- | --- | --- | -- | -- | --- | --- |
| Spanje      | 3   | 2   | 0   | 1   | 4  | 2  | +2  | 6   |
| Chili       | 3   | 2   | 0   | 1   | 3  | 2  | +1  | 6   |
| Zwitserland | 3   | 1   | 1   | 1   | 1  | 1  | 0   | 4   |
| Honduras    | 3   | 0   | 1   | 2   | 0  | 3  | -3  | 1   |

Hondurese voetbalbond · A-internationals · Selecties · Bondscoaches · Hondurees vrouwenelftal · Olympisch elftal · Honduras U21 · Honduras U19 · Honduras U17
1920 – 1959 ·
1960 – 1969 ·
1970 – 1979 ·
1980 – 1989 ·
1990 – 1999 ·
2000 – 2009 ·
2010 – 2019 ·
2020 − 2029
CGC 2021
CA 2001
WK 1982 · 
WK 2010 · 
WK 2014
OS 2000 · 
OS 2008 · 
OS 2012 ·
OS 2016 ·
OS 2020
1921 · 
1922–1929 · 
1930 · 
1931–1934 · 
1935 · 
1936–1945 · 
1946 · 
1947–1949 · 
1950 · 
1951–1952 · 
1953 · 
1954 · 
1955 · 
1956 · 
1957 · 
1958–1959 · 
1960 · 
1961 · 
1962 · 
1963 · 
1964 · 
1965 · 
1966 · 
1967 · 
1968 · 
1969 · 
1970 · 
1971 · 
1972 · 
1973 · 
1974 · 
1975 · 
1976 · 
1977 · 
1978 · 
1979 · 
1980 · 
1981 · 
1982 · 
1983 · 
1984 · 
1985 · 
1986 · 
1987 · 
1988 · 
1989–1990 · 
1991 · 
1992 · 
1993 · 
1994 · 
1995 · 
1996 · 
1997 · 
1998 · 
1999 · 
2000 · 
2001 · 
2002 · 
2003 · 
2004 · 
2005 · 
2006 · 
2007 · 
2008 · 
2009 · 
2010 · 
2011 · 
2012 · 
2013 · 
2014 · 
2015 · 
2016 ·
2017 ·
2018 ·
2019 ·
2020 ·
2021 ·
2022 ·
2023 ·
2024
Argentinië ·
Australië ·
Azerbeidzjan ·
Belize ·
Bermuda ·
Bolivia ·
Brazilië ·
Canada ·
Chili ·
China ·
Colombia ·
Costa Rica ·
Cuba ·
Curaçao ·
Denemarken ·
Ecuador ·
El Salvador ·
Engeland ·
Finland ·
Frankrijk ·
Grenada ·
Griekenland ·
Guatemala ·
Haïti ·
IJsland ·
Israël ·
Jamaica ·
Japan ·
Joegoslavië ·
Letland · 
Mexico ·
Nederlandse Antillen ·
Nicaragua ·
Nieuw-Zeeland ·
Noord-Ierland · 
Noorwegen ·
Panama ·
Paraguay ·
Peru ·
Puerto Rico ·
Qatar ·
Roemenië ·
Saint Vincent en de Grenadines ·
Saoedi-Arabië ·
Servië ·
Slovenië ·
Spanje ·
Suriname ·
Trinidad en Tobago ·
Turkije ·
Uruguay ·
Venezuela ·
Verenigde Arabische Emiraten ·
Verenigde Staten ·
Wit-Rusland ·
Zambia ·
Zuid-Afrika ·
Zuid-Korea ·
Zwitserland
Chili (2010) ·
Ecuador (2014) ·
Frankrijk (2014) ·
Spanje (2010) ·
Zwitserland (2010) · 
Zwitserland (2014)